# Championnats d'Europe juniors d'athlétisme 1987
Navigation
1985 1989
Les 9es Championnats d'Europe juniors d'athlétisme se sont déroulés du 6 au 9 août 1987 à l'Alexander Stadium de  Birmingham, en Angleterre.

## Faits marquants
Au niveau des épreuves masculines, le 3 000 mètres disparait, mais on voit apparaitre le 10 000 mètres et le 20 km route. Le 2 000 m steeple laisse la place au 3 000 mètres steeple. Pour les épreuves féminines, ces championnats voient l'apparition d'une nouvelle épreuve : le 10 000 m.

## Résultats

### Garçons
| Épreuves                           | Or                                                                                  | Argent                                                                                    | Bronze                                                                                            |
| ---------------------------------- | ----------------------------------------------------------------------------------- | ----------------------------------------------------------------------------------------- | ------------------------------------------------------------------------------------------------- |
| 100 m (Vent : +1,6 m/s)            | Jamie Henderson 10 s 21                                                             | Andrzej Popa (pl) 10 s 44                                                                 | Sven Matthes 10 s 47                                                                              |
| 200 m (Vent : +0,5 m/s)            | Marcus Adam 20 s 95                                                                 | Andrzej Popa 21 s 11                                                                      | Jamie Henderson 21 s 18                                                                           |
| 400 m                              | Peter Crampton 46 s 03                                                              | Tomasz Jędrusik 46 s 31                                                                   | Tamás Molnár 46 s 68                                                                              |
| 800 m                              | Tomás de Teresa 1 min 49 s 37                                                       | Antonio Abrantes 1 min 49 s 74                                                            | Vincent Terrier 1 min 49 s 85                                                                     |
| 1 500 m                            | Gennaro Di Napoli 3 min 52 s 10                                                     | Mario Neumann 3 min 52 s 85                                                               | Sergey Melnikov 3 min 53 s 48                                                                     |
| 5 000 m                            | Simon Mugglestone 13 min 12 s 83                                                    | Giuliano Baccani 14 min 18 s 39                                                           | Lucien Krotwaar 14 min 20 s 44                                                                    |
| 10 000 m                           | Jens Karrass 29 min 19 s 38                                                         | Haydar Doğan 29 min 23 s 45                                                               | Zoltán Káldy 29 min 26 s 84                                                                       |
| 20 km (route)                      | Zoltán Holba 1 h 3 min 22                                                           | Valeriy Chesak 1 h 3 min 39                                                               | Marco Di Lieto 1 h 3 min 57                                                                       |
| 3 000 mètres steeple               | Andreas Fischer 8 min 54 s 83                                                       | Vyachelsav Koshelev 8 min 55 s 93                                                         | Arto Kuusisto 9 min 02 s 53                                                                       |
| 110 mètres haies (Vent : +1,6 m/s) | Anthony Jarrett 13 s 72                                                             | Florian Schwarthoff 13 s 81                                                               | Paul Gray 14 s 16                                                                                 |
| 400 mètres haies                   | Niklas Wallenlind 50 s 65                                                           | Yvan Delrue 50 s 96                                                                       | Stéphane Léger 51 s 37                                                                            |
| 10 000 m marche                    | Giovanni De Benedictis 39 min 44 s 71                                               | Valentí Massana 41 min 26 s 51                                                            | Germán Nieto 41 min 38 s 29                                                                       |
| Saut en hauteur                    | Artur Partyka 2,19 m                                                                | Joël Vincent 2,15 m                                                                       | Jaroslaw Kotewicz Aleksandr Khabarov 2,15 m                                                       |
| Saut à la perche                   | Roman Barabashov 5,40 m                                                             | Marco Schröder István Bagyula 5,30 m                                                      |                                                                                                   |
| Saut en longueur                   | Volodymyr Ochkan 8,17 m                                                             | Stewart Faulkner 7,67 m                                                                   | Milan Gombala 7,63 m                                                                              |
| Triple saut                        | Guido Schumann 16,45 m                                                              | Roman Sintelyev 16,33 m                                                                   | Georges Sainte-Rose 16,30 m (w)                                                                   |
| Lancer du poids                    | Pyotr Pogoreliy 18,48 m                                                             | Yevgeniy Palchikov 18,16 m                                                                | Jonny Reinhardt 18,16 m                                                                           |
| Lancer du disque                   | Sergey Pachin 59,96 m                                                               | Vyacheslav Demakov 56,58 m                                                                | Gunnar Minstedt 55,84 m                                                                           |
| Lancer du marteau                  | Jörn Hübner 72,10 m                                                                 | Aleksandr Krykun 70,92 m                                                                  | Claus Dethloff 69,30 m                                                                            |
| Lancer du javelot                  | Steve Backley 75,14 m                                                               | Vladimir Sasimovich 73,24 m                                                               | Raymond Hecht 72,78 m                                                                             |
| Relais 4 × 100 mètres              | Royaume-Uni Ray Burke Tony Jarrett Jamie Henderson Marcus Adam 40 s 20              | Allemagne de l'Ouest Stephan Schütz Michael Schwab Oliver Schmidt Björn Sinnhuber 40 s 21 | Allemagne de l'Est Lars Olbrich Sven Matthes Torsten Gratz Heiko Barthel 40 s 52                  |
| Relais 4 × 400 mètres              | Royaume-Uni Richard Hill Gary Patterson Gareth Bakewell Peter Crampton 3 min 7 s 89 | Pologne Mariusz Rzadzinski Wojciech Lach Dariusz Rychter Tomasz Jędrusik 3 min 8 s 72     | Union soviétique Nikolay Gritsay Vadim Zadoynov Vladimir Lytkin Vladimir Chubrovskiy 3 min 9 s 55 |
| Décathlon                          | Patrick Eseimokumoh 7 614 pts                                                       | Roman Frolov 7 389 pts                                                                    | Barry Walsh 7 336 pts                                                                             |

### Filles
| Épreuves                           | Or                                                                                            | Argent                                                                                         | Bronze                                                                              |
| ---------------------------------- | --------------------------------------------------------------------------------------------- | ---------------------------------------------------------------------------------------------- | ----------------------------------------------------------------------------------- |
| 100 m (Vent : +1,9 m/s)            | Diana Dietz 11 s 39                                                                           | Tamaris Fiebig 11 s 51                                                                         | Odiah Sidibé 11 s 66                                                                |
| 200 m (Vent : 0,0 m/s)             | Diana Dietz 23 s 18                                                                           | Oksana Kovaleva 23 s 51                                                                        | Tamaris Fiebig 23 s 80                                                              |
| 400 m                              | Uta Rohländer 52 s 46                                                                         | Stefanie Fabert 52 s 90                                                                        | Linda Kisabaka 53 s 89                                                              |
| 800 m                              | Birte Bruhns 2 min 0 s 56                                                                     | Catalina Gheorghiu 2 min 1 s 33                                                                | Daniela Steinecke 2 min 2 s 08                                                      |
| 1 500 m                            | Snežana Pajkić 4 min 16 s 09                                                                  | Simona Staicu 4 min 16 s 69                                                                    | Olga Nazarkina 4 min 18 s 61                                                        |
| 3 000 m                            | Fernanda Ribeiro 8 min 56 s 33                                                                | Dorina Calenic 9 min 6 s 14                                                                    | Doina Homneac 9 min 11 s 30                                                         |
| 10 000 m                           | Birgit Jerschabek 33 min 44 s 37                                                              | Larissa Alekseyeva 33 min 54 s 59                                                              | Anzhela Shumeyko 34 min 43 s 37                                                     |
| 100 mètres haies (Vent : +1,1 m/s) | Birgit Wolf 13 s 34                                                                           | Anne Beth Espetvedt 13 s 39                                                                    | Helena Ferstrom 13 s 52                                                             |
| 400 mètres haies                   | Silvia Rieger 57 s 44                                                                         | Ann Maenhout 57 s 47                                                                           | Irena Dominc 58 s 11                                                                |
| 5 000 m marche                     | Oksana Shchastnaya 21 min 30 s 92                                                             | Maria Cruz Diaz 21 min 36 s 92                                                                 | Kathrin Born 22 min 01 s 25                                                         |
| Saut en hauteur                    | Karen Scholz 1,88 m                                                                           | Galina Astafei 1,88 m                                                                          | Heike Balck Yelena Yelesina 1,84 m                                                  |
| Saut en longueur                   | Fiona May 6,64 m (w)                                                                          | Mirela Belu 6,44 m (w)                                                                         | Susen Tiedtke 6,39 m (w)                                                            |
| Lancer du poids                    | Ilke Wyludda 19,45 m                                                                          | Ines Wittich 19,34 m                                                                           | Svetlana Krivelyova 16,64 m                                                         |
| Lancer de disque                   | Ilke Wyludda 70,58 m                                                                          | Astrid Kumbernuss 63,56 m                                                                      | Anzhela Baralyuk 54,64 m                                                            |
| Lancer du javelot                  | Anja Reiter 64,88 m                                                                           | Malgorzata Kielczewska 58,40 m                                                                 | Karen Forkel 57,00 m                                                                |
| Relais 4 × 100 mètres              | Allemagne de l'Est Tamaris Fiebig Diana Dietz Katrin Henke Katrin Krabbe 44 s 62              | Union soviétique Lyudmila Lapshina Svetlana Doronina Natalya Bulatova Oksana Kovalyova 44 s 80 | France Anne Leseur Cécile Peyre Elsa Devassoigne Odiah Sidibé 45 s 66               |
| Relais 4 × 400 mètres              | Allemagne de l'Est Stefanie Fabert Daniele Steinecke Birte Bruhns Uta Rohländer 3 min 32 s 17 | Allemagne de l'Ouest Jessica Kawohl Ruth Scheppan Silvia Rieger Linda Kisabaka 3 min 38 s 49   | Royaume-Uni Jillian Reynolds Tracy Goddard Nicki Lamb Jayne Heathcote 3 min 39 s 84 |
| Heptathlon                         | Peggy Beer 6 068 pts                                                                          | Melena Petushkova 5 750 pts                                                                    | Cristiane Scharf 5 689 pts                                                          |

## Tableau des médailles[1]
- Pays hôte

| Rang  | Nation               | Or | Argent | Bronze | Total |
| ----- | -------------------- | -- | ------ | ------ | ----- |
| 1     | Allemagne de l'Est   | 16 | 6      | 11     | 33    |
| 2     | Royaume-Uni          | 9  | 1      | 3      | 13    |
| 3     | Union soviétique     | 5  | 12     | 8      | 25    |
| 4     | Allemagne de l'Ouest | 3  | 3      | 3      | 9     |
| 5     | Italie               | 2  | 1      | 1      | 4     |
| 6     | Pologne              | 1  | 5      | 1      | 7     |
| 7     | Espagne              | 1  | 2      | 1      | 4     |
| 8     | Hongrie              | 1  | 1      | 2      | 4     |
| 9     | Portugal             | 1  | 1      | 0      | 2     |
| 10    | Yougoslavie          | 1  | 0      | 1      | 2     |
| 10    | Suède                | 1  | 0      | 1      | 2     |
| 12    | Roumanie             | 0  | 5      | 1      | 6     |
| 13    | Belgique             | 0  | 2      | 0      | 2     |
| 14    | France               | 0  | 1      | 5      | 6     |
| 15    | Norvège              | 0  | 1      | 0      | 1     |
| 15    | Turquie              | 0  | 1      | 0      | 1     |
| 17    | Tchécoslovaquie      | 0  | 0      | 1      | 1     |
| 17    | Finlande             | 0  | 0      | 1      | 1     |
| 17    | Irlande              | 0  | 0      | 1      | 1     |
| 17    | Pays-Bas             | 0  | 0      | 1      | 1     |
| Total | Total                | 41 | 42     | 42     | 125   |